# Primitivos portugueses
Primitivos portugueses é a denominação comum, em Portugal, para a sua pintura na segunda metade do século XV e começos do século XVI. Considera-se o berço (e a máxima) da expressão pictórica desse país. Várias exposições de 2011, em Lisboa, Évora e em Valladolid, têm projetado essas peças internacionalmente.

## 1910, o início de uma denominação
A pintura portuguesa da segunda metade do século XV (com ecos flamengos) e a de começos do século XVI (em onde já se percebe o influxo italiano) se considerou como uma expressão artística excelente e de autonomia própria de Portugal só a começos do século XX, quando aparece —em 1910— o livro patriótico de José de Figueiredo, Arte Portuguesa Primitiva. O pintor Nuno Gonçalves.
Antes essa denominação era inexistente na histórias da arte. Peça enorme e de grande peso nesse grupo de obras é o valioso conjunto de tabelas denominada Painéis de S. Vicente.
Boa parte dos Primitivos portugueses conserva-se no Museu Nacional de Arte Antiga de Lisboa, ainda que também há peças em outros museus provinciais (Porto, Viseu, Lamego, Évora) e em alguns edifícios religiosos. Conservam-se basicamente graças à proteção dos objetos depois da desamortização realizada no século XIX, ao igual que sucedeu em Espanha.

## Trajetória dos Primitivos
Em 1941 fez-se uma grande exposição em Lisboa sobre os Primitivos portugueses, 1450-1550, mas reinventando o passado; tratava-se, além de difundi-lo, de mostrar sobretudo o triunfo de Portugal na fase das descobertas e expansão mundial.
Entre finais de 2010 e abril de 2011 organizou-se, agora com muito rigor e amplitude, a exposição Primitivos portugueses, 1450-1550. O século de Nuno Gonçalves, no Museu Nacional de Arte Antiga de Lisboa e no Museu de Évora. O rótulo imitava o título de Figueiredo, com Nuno Gonçalves, o pintor ibério mais importante do século XV a julgamento de Sánchez Cantón. Fez-se no marco das Comemorações do Centenário da República portuguesa (1911). Teve um enorme sucesso essa exposição, com peças trazidas, de França, Itália e Polónia, conquanto a maioria dessa pintura acha-se em Portugal (por contraste com a arte de outros países).
A seguir, o Museu Nacional Colégio de São Gregório apresentou Primitivos. No século dourado da pintura portuguesa. 1450-1550, em Valladolid, de junho a outubro de 2011. Tratava-se de dar a conhecer em Espanha a magnífica pintura portuguesa sobre tabela dos séculos XV e XVI. Era uma ampla seleção, de 48 obras, procedentes de coleções portuguesas (sobretudo, de Lisboa), entre as que se encontravam alguns dos retábulos mais belos da época, junto com obras muito menos conhecidas que se restauraram e dado a conhecer graças a este projeto de Portugal, estendido ao resto da Península. Esteve comissariada por José Alberto Seabra e Joaquim Caetano, conservadores do Museu Nacional de Arte Antiga de Lisboa, e por María Bolaños em sua edição espanhola.
O discurso expositivo partia de uma sequência cronológica, mas agrupava as obras mediante comparações estilísticas e iconográficas, para documentar e questionar os conceitos de "originalidade" e "identidade nacional" que tradicionalmente se associaram a este brilhante ciclo criativo português, iniciado por Nuno Gonçalves e continuado por pintores sobre salientes da primeira metade do século XVI, como Francisco Henriques, Jorge Afonso, Gregório Lopes ou Cristóvão de Figueiredo, entre outros.

## Galeria de obras seletas

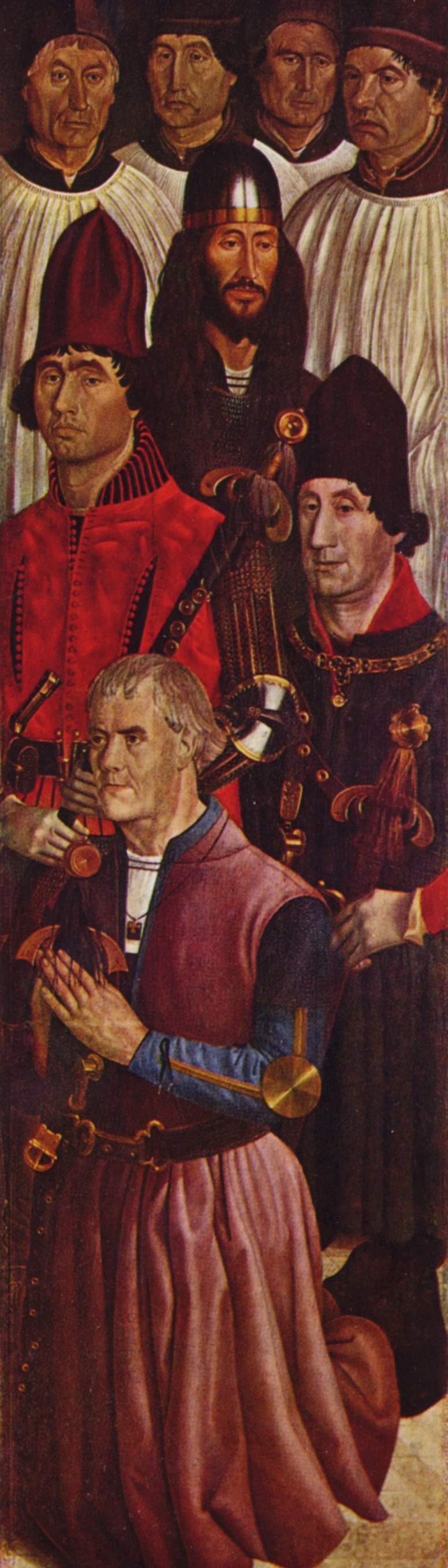
Nuno Gonçalves, Cavaleiro orantes
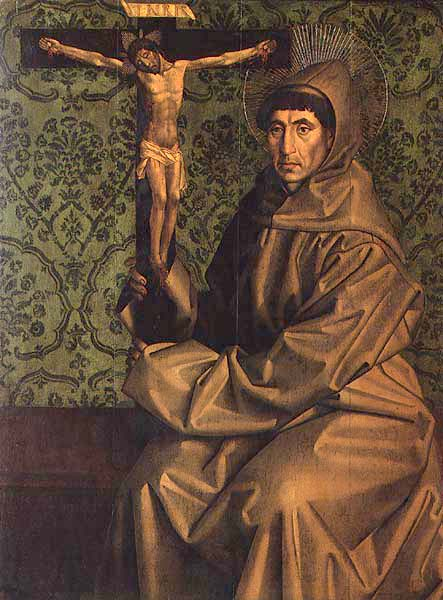
Nuno Gonçalves, Santo com crucifixo
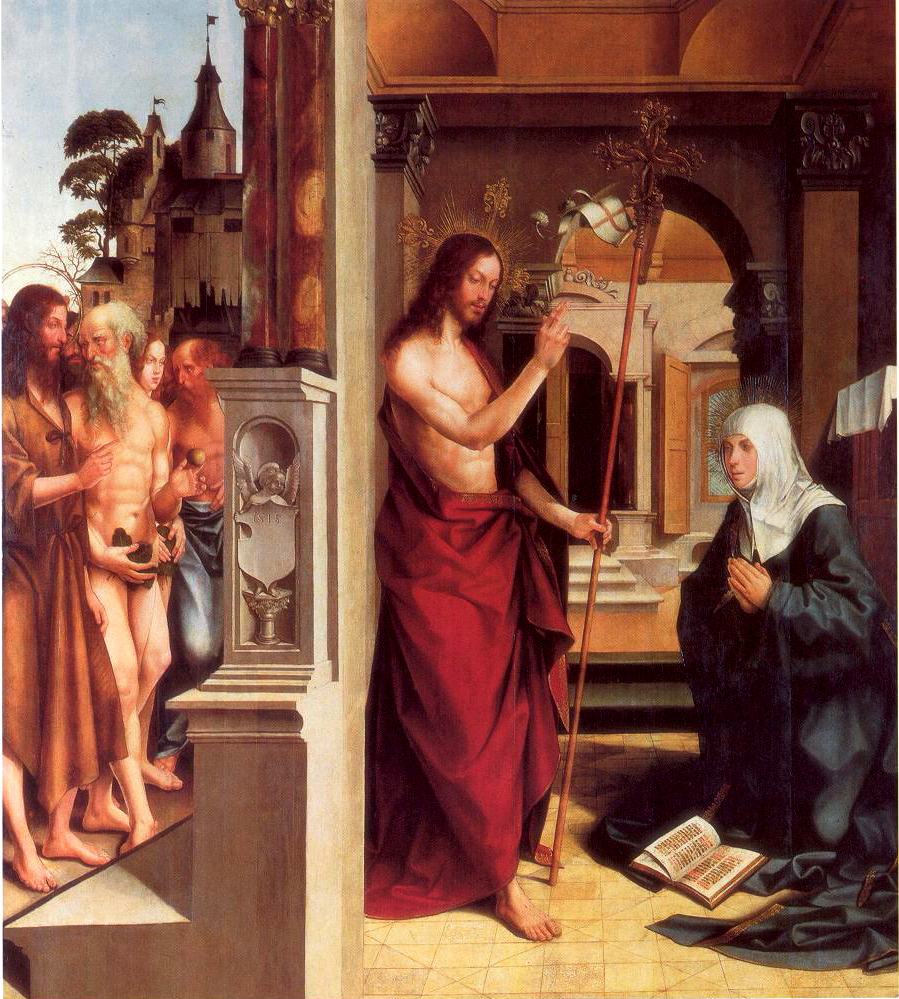
Jorge Afonso, Aparecimento de Cristo ressuscitado à Virgem
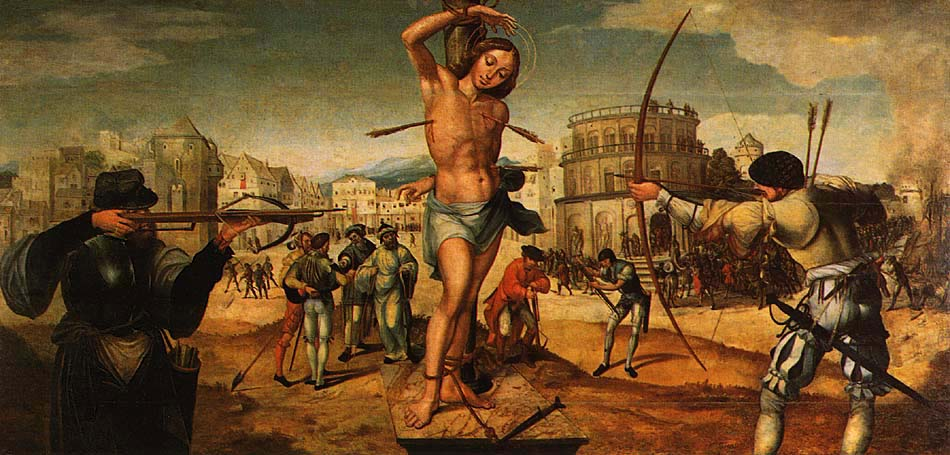
Gregório Lopes, Martírio de São Sebastião

A exposição de Valladolid permite mostrar em Espanha, por vez primeira (pois as telas que mal abandonam sua sede, por razões de conservação), obras base desta idade dourada da arte portuguesa, através de 48 telas ao óleo de mestres como Nuno Gonçalves, Grão Vasco, Francisco Henriques, Mestre da Lourinhã, Frei Carlos, Jorge Afonso ou Cristóvão de Figueiredo. Portugal encontrava-se em plena experimentação científica e cultural e atingia por então a sua máxima irradiação cosmopolita.
A exposição mostra um momento de audácia na arte. Os pintores inventam um mundo novo, cujos palcos, ainda que descrevam o Paraíso ou o inferno, se localizam em palcos terrenas e visíveis habitados por uma humanidade muito de carne e osso, com retratos extraordinários. É uma pintura complexa, cuja riqueza vem dada pela união de fantasia narrativa, elegância de suas linhas, manifesta brilhantes cromática, original realismo de seus rostos, ambiente heroico com fabulosos fundos de paisagem e abundância de símbolos; a todo isso se somam e o gosto pelos episódios, as posições, os gestos, os objetos e os adornos.
A partir de 2011, a expressão Primitivos portugueses tem um mais claro sentido na história da arte europeia.